# Rocroi
Rocroi é uma comuna francesa na região administrativa de Grande Leste, no departamento das Ardenas. Estende-se por uma área de 50,4 km².

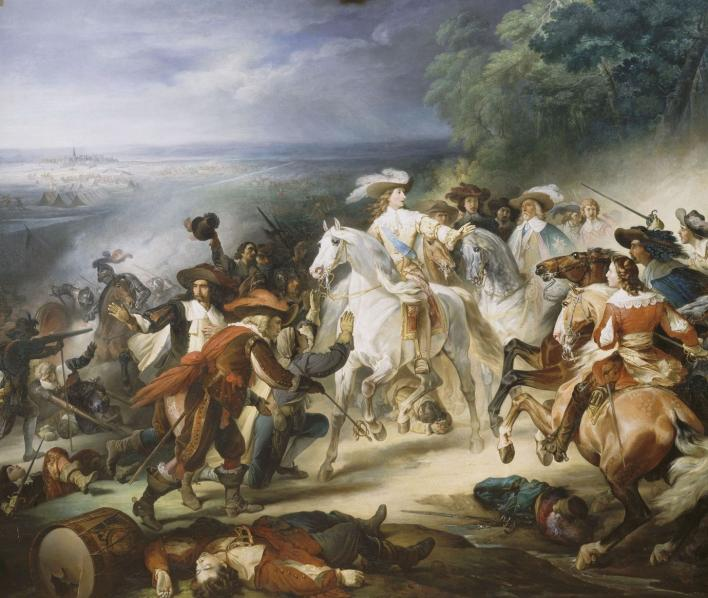
Batalha de Rocroi 1643.